# Goniophlebium trilobum
Goniophlebium trilobum là một loài thực vật có mạch trong họ Polypodiaceae. Loài này được (Cav.) T. Moore miêu tả khoa học đầu tiên năm 1857.